# Пазл

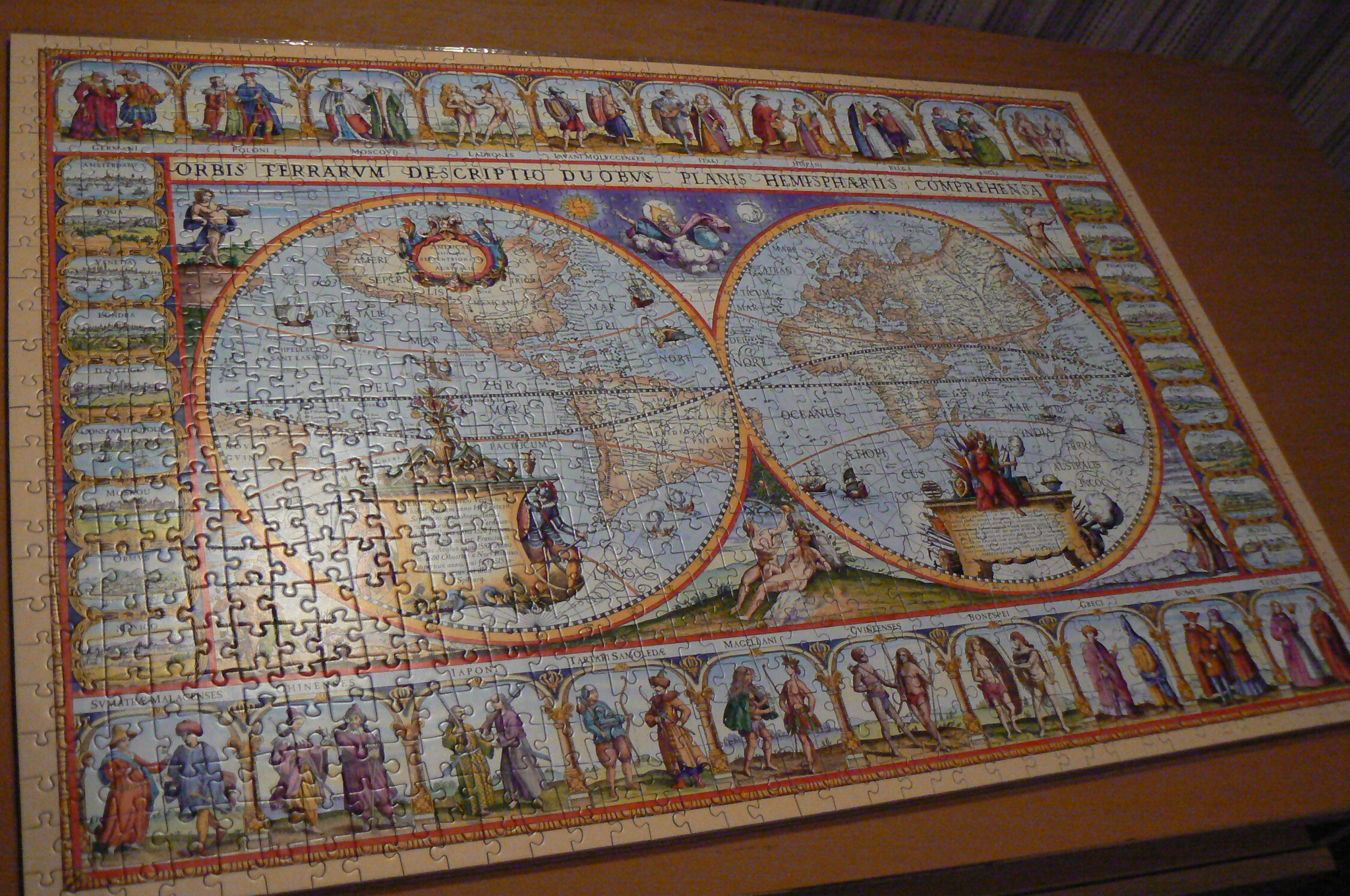
Зібраний пазл з історичною картою 1639 року

Пазл (від англ. jigsaw puzzle) — гра-головоломка, що виглядає як мозаїка, яку потрібно скласти з безлічі фрагментів малюнка різної форми. Є однією з найдоступніших іграшок, що розвивають логічне мислення, увагу, пам'ять, уяву. Пазли дуже корисні для розвитку мислення та пізнавальних здібностей людини.
Назва гри походить від скорочення англійського сполучення jigsaw puzzle («лобзикова головоломка»), бо саме лобзики використовувались для створення ранніх варіантів пазлів, випилюваних з дерева.

## Історія
Перший пазл, як вважається, був створений лондонським гравером і картографом Джоном Спілсбері близько 1760 року. У роботі він використовував пилку для маркетрі. Ранні пазли виготовлялись перенесенням контурів з мап на листи шпону і наступним розпилюванням по державних кордонах; так виходили своєрідні практичні приладдя для занять з географії. Такі «розрізані мапи» (dissected maps) використовувались для навчання дітей Георга III і Шарлотти Мекленбург-Стреліцької королівською гувернанткою Леді Шарлоттою Фінч.
Картон для пазлів стали використовувати наприкінці 1800-х років, але тривалий час картонні головоломки не могли конкурувати з дерев'яними. Почасти це пояснювалось побоюванням виробників, що вони мали сприйматися покупцями як вироби нижчої якості.
Популярність пазлів різко виросла в США під час Великої депресії, як дешевий засіб захопливого дозвілля. Приблизно в той час лобзикові головоломки ускладнились, вони починають приваблювати й дорослих.
Обсяги продажів дерев'яних пазлів впали під час Другої Світової війни внаслідок інфляції, тоді як картонні через вдосконалення виробничого процесу стають більш популярними.
За даними Альцгеймерівського Товариства Канади (Alzheimer Society of Canada) складання пазлів є одним із занять, що допомагають підтримувати активність мозку й сприяти тим самим зменшенню ризику розвитку хвороби Альцгеймера.

## Види пазлів
Зараз існує досить багато різних видів і модифікацій пазлів. Їх складають з одною метою — отримати з розрізнених елементів єдину картину. Пазли поділяються за розміром елементів і розміром початкового зображення. Складність пазла визначає малюнок, але основною ознакою є кількість елементів — чим їх більше, тим пазл більший і складніший. Класичний розмір малого пазлу — 54 елементи (пазли з такою кількістю елементів та більші (до 260) призначені для дітей).
На дитячих пазлах зазвичай зображують героїв казок, вигаданих персонажів чи кадри з анімаційних фільмів.
Пазли можна класифікувати за такими критеріями, як:
- кількість елементів
- розміри зібраної картини
- типи пазлів
- матеріал

Як правило, вирізняють такі розміри пазлів:
| - 20 - 35 - 54 - 80 - 104 - 120 - 160 - 220 - 260 | - 360 - 500 - 560 - 1000 - 1500 - 2000 - 3000 - 4000 - 5000 | - 6000 - 8000 - 10 000 - 12 000 - 13 200 - 18 000 - 24 000 - 32 000 |

Ці розміри — орієнтовні, багато пазлів мають кількість елементів, наближену до цих розмірів. Наприклад, пазл на 3000 елементів може мати розмір 47*64 шматочків, тобто складатися з 3008 елементів.
Пазли з розмірами, що перевищують 260 елементів, вже не призначені для складання дітьми. На них можуть бути зображені серйозні життєві сцени, відомі місця, фантастичні сцени, еротичні фотографії. На дуже великих пазлах (понад 6000) зазвичай зображуються сцени з Біблії, картини відомих художників (Леонардо да Вінчі, Мікеланджело), старовинні географічні карти.
Складання пазлів великих розмірів є серйозним захопленням, яке потребує багато часу.
Окрім класичних пазлів, бувають тривимірні пазли, «м'які» пазли, призначені для малих дітей, а також комп'ютерні (віртуальні) пазли.
Пузлі (шматочки пазлів) можуть мати розмаїту форму. Найпоширеніші (класичні) — прямокутні (з виступами і виїмками), але також бувають пазли з трикутними, круглими, овальними елементами, а також шматочками інших форм.
Розмір окремого пузля:
- Мініатюра
- Панорамний
- Стандартний

Матеріал:
- Картоновий
- Неоновий

## Цікаві факти
- Вага пазлів з кількістю понад 10 000 елементів складає понад десять кілограмів.
- Для пазлів з кількістю елементів до 200 існує закономірність — чим більше елементів, тим менша деталь. Але головоломки з кількістю деталей від 500 до 10 000 мають однакові за розмірами елементи.
- Розміри мозаїки коливаються від невеликих (близько 50 см²), до дуже великих (кілька квадратних метрів). Наприклад, стандартний розмір мозаїки з 500 елементів — 47×33 см. Існують також мозаїки з невеликою кількістю елементів (наприклад, 70) з таким самим розміром — спеціально для маленьких дітей.

## Виноски
1. ↑  стандарт
2. ↑  найбільший пазл у світі